# Ariane Louis-Seize
Ariane Louis-Seize és una directora de cinema i guionista canadenca del Quebec.

## Carrera
Va rebre l'aclamació de la crítica el 2016 pel seu primer curtmetratge, "La Peau sauvage", que va ser nominada al Canadian Screen Awards al millor curtmetratge d'imatge real als 5ns Canadian Screen Awards i nominada a un Prix Iris al millor curtmetratge als 19ns Premis de Cinema de Quebec. El mateix any, va ser una de les guionistes del guió de D'Encre et de sang.
Va rebre més elogis pel seu següent curtmetratge, Les petites vagues, que va ser nomenada a la llista anual dels deu millors del Canadà del Festival Internacional de Cinema de Toronto el 2018.
El seu tercer curtmetratge, Les profondeurs, es va estrenar al Festival Internacional de Cinema de Toronto de 2019.Posteriorment es va projectar al Festival Internacional de Cinema de Sudbury Cinéfest, on va guanyar el Premi de l'Elecció del Públic al Millor Curtmetratge. Va continuar el 2020 amb un altre curtmetratge, Comme une comète. Posteriorment, es va projectar al Festival Internacional de Cinema d'Abitibi-Témiscamingue, on va guanyar el Prix Télébec, i al Whistler Film Festival, on va guanyar el premi al millor curtmetratge canadenc. La pel·lícula va rebre una nominació al Prix Iris al Millor curtmetratge d'imatge real als 23ns Premis de Cinema de Quebec el 2021.

### Vampire humaniste cherche suicidaire consentant
El seu llargmetratge de debut, Vampire humaniste cherche suicidaire consentant, va entrar en producció l'any 2022, i fou estrenat a la 80a Mostra Internacional de Cinema de Venècia el 2023. Louis-Seize va guanyar el premi al millor director al programa Giornate degli Authori.

## Reconeixements
Louis-Seize va guanyar premis al Cinéfest Sudbury International Film Festival, el Directors Guild of Canada, Festival du nouveau cinéma, el Festival Internacional de Cinema de Venècia, i al Festival Internacional de Cinema de Windsor pel seu treball a Vampire humaniste cherche suicidaire consentant.
Va guanyar el Premi a l'Artista Emergent amb 10.000 $ RBC al Festival Internacional de Cinema de Calgary.
L'any 2024 va ser nomenada guanyadora del Premi Jay Scott de l'Associació de Crítics de Cinema de Toronto.
Amb la coguionista Christine Doyon, va guanyar el Canadian Screen Award al Millor guió original als 12ns Canadian Screen Awards, i el Prix Iris al Millor guió als 26ns Premis de Cinema de Quebec, per Humanist Vampire.
El 2024, va ser membre del jurat de la cerimònia de lliurament dels premis del Concurs Cheval Noir al 28è FanTasia.